# 柴油

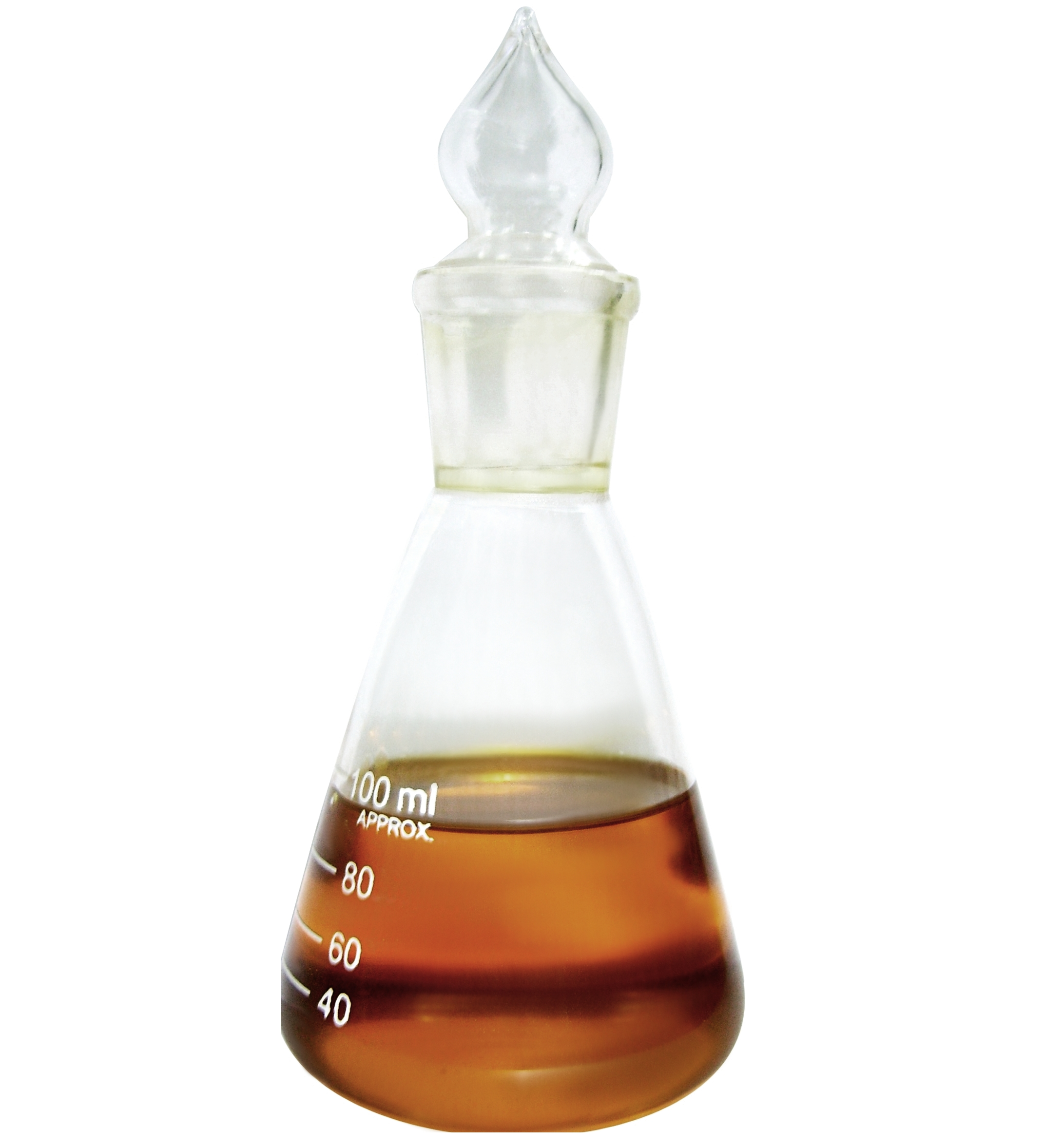
柴油

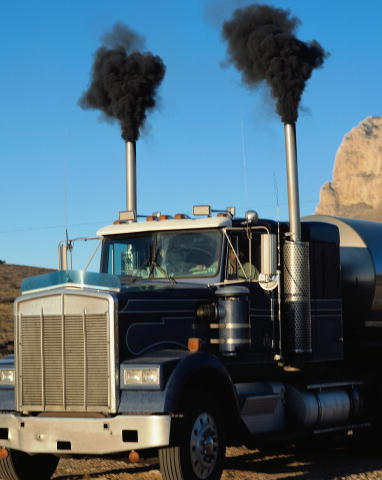
燃燒柴油的卡車，排放物中的雜質導致黑煙較多

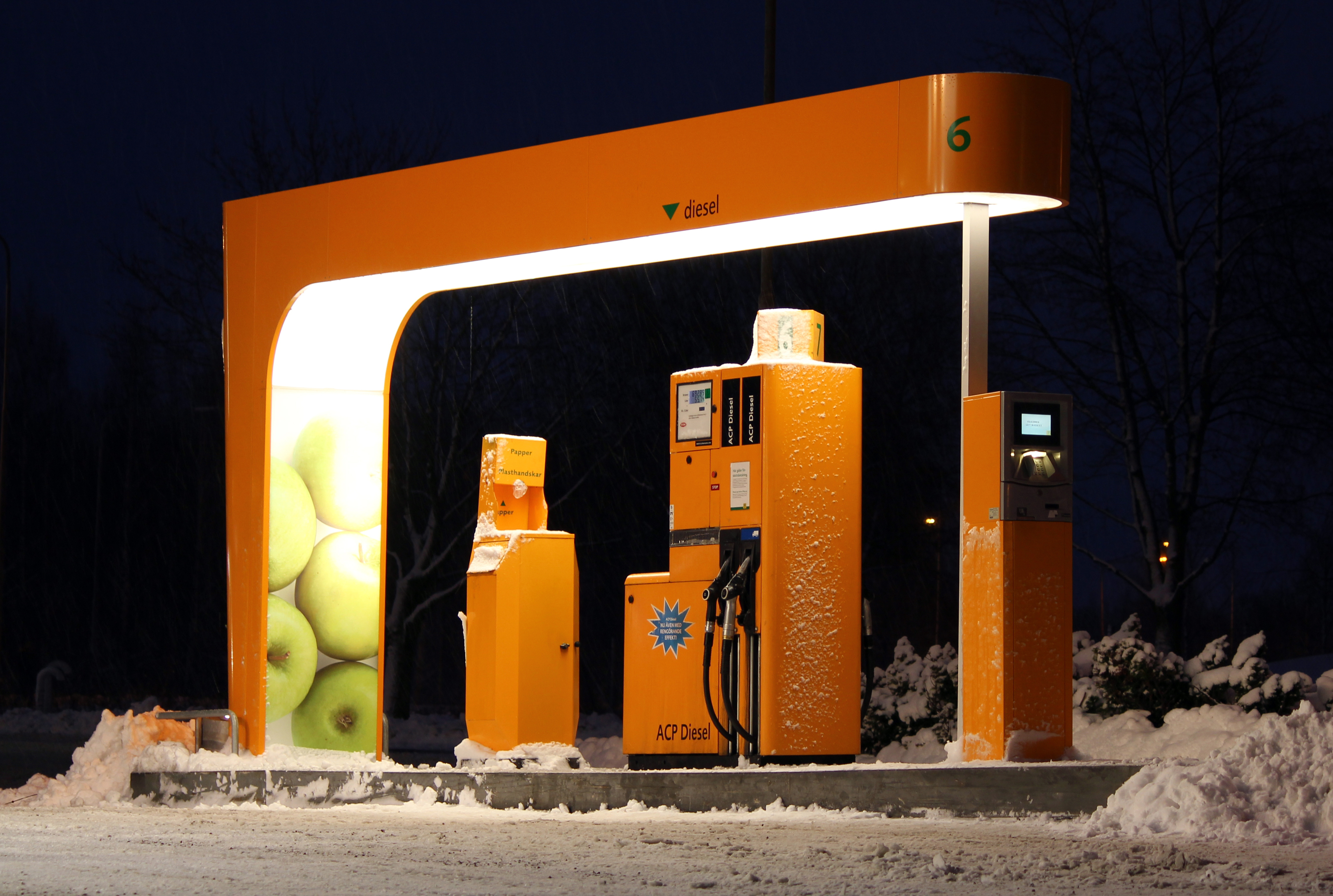
瑞典一处柴油加油站

柴油（英語：Diesel）又名輕油，是石油提炼后的一种液态油质燃料的产物。它由不同的碳氢化合物混合组成，主要成分是含9到18个碳原子的链烷、环烷或芳烃。它的化学和物理特性位于汽油和重油之间，轻柴油沸点在170℃至390℃间，重柴油沸点范围约350～410℃，密度为0.82~0.845kg/dm3。
柴油可以被用来作为汽車、坦克、飞机、曳引機、鐵路車輛等运载工具或其它机械設備如非道路移動機械等的燃料，也可用来发电、取暖等。

## 特性
柴油的單位體積熱容量較汽油高，故每公升可行駛的公里數較高。
柴油燃燒後的廢氣與汽油不同，雖說部分污染物較低，但因為柴油含有較多雜質，在沒有點火下燃燒不夠徹底，從而产生較多烟灰，各汽車公司都在發展降低污染的技術以減低污染。如為了減少因為煙灰所造成的污染，因此近年中在西欧各国包括汽车在内燃烧柴油的机器必须装滤尘器才可使用。而其硫氧化合物污染也是一個問題；因此柴油的含硫量也是要改善的重點，許多市場都已經推出超低硫柴油、較為嚴格的法規規定含硫量低於10~50ppm。
柴油的沸點較高，其次是煤油（俗稱火水），石腦油和汽油（俗稱電油）等。

## 歷史

### 詞源
柴油之英文  是为了纪念发明了柴油引擎的德国发明家鲁道夫·狄塞尔的名字而產生出来。
西元1900年鲁道夫·狄塞尔最初使用花生油當燃料展示他發明的引擎，但花生油成本太高，難以與汽油競爭，後來便使用石化柴油做為燃料。

## 对健康之影响及抑制措施
- 超細懸浮微粒：超細懸浮微粒能穿過呼吸器官的過濾系統，直接進入循環系統到達全身各器官，增加各種疾病的機率，如心血管疾病。柴油引擎產生的超細懸浮微粒遠多於汽油引擎，若不濾除，對人體的傷害遠大於汽油引擎，許多法規要求柴油引擎必需加裝微粒過濾器（DPF）。
- 氮氧化物：近來已經有新型柴油車輛改以尿素中和排氣中的氮氧化合物，可以有效減少污染。
- 柴油尾气（英语：Diesel exhaust），被世界卫生组织认定为一类致癌物，即有明确致癌作用。[5]